# Синдром беспокойных ног
Синдром Виллиса — Экбома, ранее синдром беспокойных ног (СБН) — состояние, характеризующееся неприятными ощущениями в нижних конечностях (и крайне редко в верхних), которые появляются в покое (чаще в вечернее и ночное время), вынуждают больного совершать облегчающие их движения и часто приводят к нарушению сна. Представляет собой неврологическое расстройство.
Современные популяционные исследования показывают, что распространённость СБН составляет 2—10 %. СБН встречается во всех возрастных группах, но чаще отмечается в среднем и пожилом возрасте. СБН является причиной примерно 15 % случаев хронической бессонницы — инсомнии.

## Этиология
Более чем в половине случаев СБН возникает в отсутствие какого-либо другого неврологического или соматического заболевания (идиопатический, или первичный СБН). Идиопатический СБН, как правило, проявляется в первые три десятилетия жизни и может иметь наследственный характер. Семейный анамнез указывает на аутосомно-доминантный тип наследования. Симптоматический (вторичный) СБН может быть вызван дефицитом железа, уремией, сахарным диабетом, амилоидозом, криоглобулинемией, резекцией желудка, дефицитом витаминов группы В, магния, алкоголизмом, хроническими обструктивными заболеваниями лёгких, гипотиреозом и тиреотоксикозом, ревматоидным артритом, синдромом Шегрена, порфирией, облитерирующими заболеваниями артерий или хронической венозной недостаточностью нижних конечностей. При многих из этих состояний СБН возникает на фоне симптомов полинейропатии. СБН выявляется почти у 20 % беременных женщин, причём в части случаев его симптомы появляются лишь во II—III триместре и исчезают вскоре после родоразрешения. Описан СБН и у больных радикулопатиями, а также с поражениями спинного мозга, как правило, шейного и грудного отделов (например, при травмах, спондилогенной шейной миелопатии, рассеянном склерозе). Симптоматический СБН чаще дебютирует после 50 лет, но клинически не отличается от идиопатического СБН.
СБН иногда выявляют у больных с болезнью Паркинсона, эссенциальным тремором, синдромом Туретта, болезнью Гентингтона, боковым амиотрофическим склерозом, фибромиалгией, однако остаётся неясным, объясняется ли это сочетание случайным совпадением частных заболеваний или наличием общих патогенетических механизмов. Иногда проявления СБН отмечаются у здоровых лиц в период стресса, после интенсивной физической нагрузки, а также при избыточном употреблении кофеин-содержащих продуктов.

## Патогенез
Эффективность дофаминергических средств и возможность ухудшения симптомов под влиянием нейролептиков, указывают на то, что ключевым звеном патогенеза СБН является дефектность дофаминергических систем. Чёткий суточный ритм клинических проявлений СБН может отражать вовлечённость структур гипоталамуса, в частности супрахиазмального ядра, регулирующего суточные циклы физиологических процессов в организме. Возможно, что у части больных СБН полинейропатия, дефицит железа, злоупотребление кофе или другие факторы лишь выявляют имеющуюся наследственную предрасположенность, что отчасти размывает границу между идиопатическим и симптоматическим вариантами СБН.

## Клиническая картина
Клинически СБН характеризуется появлением в нижних конечностях (чаще всего в глубине голеней) неприятных ощущений зудящего, скребущего, колющего, распирающего или давящего характера. Обычно они возникают в покое (в положении сидя или лёжа), но уменьшаются при движении. Чтобы облегчить своё состояние, больные вынуждены вытягивать и сгибать конечности, встряхивать, растирать и массировать их, ворочаться в постели, вставать и ходить по комнате или переминаться с ноги на ногу. Во время движения неприятные ощущения уменьшаются или проходят, но стоит больному лечь, а иногда и просто остановиться, как они вновь усиливаются.
Симптомы СБН имеют чёткий суточный ритм, появляясь или усиливаясь в вечерние или ночные часы. В среднем максимальной выраженности они достигают в период от 0 до 4 часов утра, а минимальной выраженности — в период от 6 до 10 часов утра. В тяжёлых случаях характерный суточный ритм исчезает, и симптомы становятся постоянными. Они могут возникать не только в лежачем положении, но и в положении сидя и способны сделать невыносимыми посещение кино или театра, либо длительную поездку в транспорте.
Прямым следствием неприятных ощущений в конечностях и необходимости постоянно совершать движения является нарушение сна — бессонница (инсомния). Больные долго не могут заснуть и часто просыпаются ночью. Следствием бессонницы является сонливость и быстрая утомляемость в дневное время. Жалоба на плохой сон является ведущей у большинства больных.
Нарушение сна при СБН усугубляют периодические движения конечностями (ПДК) — ритмичные кратковременные подёргивания, которые чаще всего наблюдаются в ногах, носят стереотипный характер и включают тыльное сгибание больших пальцев стопы иногда с веерообразным разведением остальных пальцев или сгибанием всей стопы. При идиопатическом СБН клинические проявления сохраняются в течение всей жизни, при этом их интенсивность может значительно колебаться, но в большинстве случаев наблюдается тенденция к медленному нарастанию симптомов, хотя возможны и длительные ремиссии.
Интересно, что в некоторых случаях при СБН могут возникать неприятные ощущения не только в нижних, но и в верхних конечностях.

### Критерии диагностики
Минимальными критериями диагностики синдрома беспокойных ног, согласно последним данным международной группы экспертов являются:
- Императивные желания двигать конечностями в связи с парестезиями (дизестезиями) в них.
- Двигательное беспокойство; при этом больной осознаёт, что вынужден совершать движения, и использует различные двигательные стратегии для облегчения или избавления от неприятных ощущений.
- Усиление или появление симптомов в покое (когда больной лежит или сидит) и частичное или временное их устранение при движениях.
- Симптомы обязательно усиливаются к вечеру или ночью[15].

## Диагностика
СБН приходится дифференцировать с акатизией, синдромом «болезненные ноги-движущиеся пальцы», гипническими подёргиваниями, компрессионными невропатиями нижних конечностей, стенозом поясничного позвоночного канала.

## Лечение
При симптоматическом СБН лечение в первую очередь должно быть направлено на коррекцию первичного заболевания (например, при диабетической природе СБН нормализация баланса глюкозы и инсулина при применении метформина приводит к исчезновению болей в нижних конечностях) или восполнение выявленного дефицита (железа, фолиевой кислоты, магния и т. д.). Примечательно, что недавний метаанализ, проведённый специалистами организации Кокрейн, выявил улучшение симптомов при применении железа у пациентов с СБН любого генеза в сравнении с плацебо.
Симптоматическая терапия включает как немедикаментозные меры, так и применение лекарственных средств. Всем больным рекомендуют посильную умеренную физическую нагрузку в течение дня, вечерние прогулки, вечерний душ, сбалансированную диету с отказом от употребления в дневное и вечернее время кофе, крепкого чая и других кофеинсодержащих продуктов (например, шоколада или кока-колы), ограничение алкоголя, прекращение курения, нормализация режима дня. Тёплая ножная ванна или лёгкий разогревающий массаж ног перед сном могут значительно улучшить состояние.
Если синдром вызван продуванием конечностей под кондиционером в автомобиле, то назначается поддерживающая терапия в виде применения согревающих мазей и нестероидных противовоспалительных средств.
Следует отменить лекарственные препараты, которые могут усилить проявления СБН (нейролептики, метоклопрамид, трициклические антидепрессанты, селективные ингибиторы обратного захвата серотонина, препараты лития, тербуталин, антагонисты Н2-рецепторов, нифедипин и другие антагонисты кальция).
Специфические лекарственные средства при СБН принято назначать в тех случаях, когда он значительно нарушает жизнедеятельность больного, вызывая стойкое нарушение сна. В тяжёлых случаях приходится выбирать препарат из четырёх основных групп: бензодиазепинов, дофаминергических средств, антиконвульсантов, опиоидов.